# Stephan Thomae

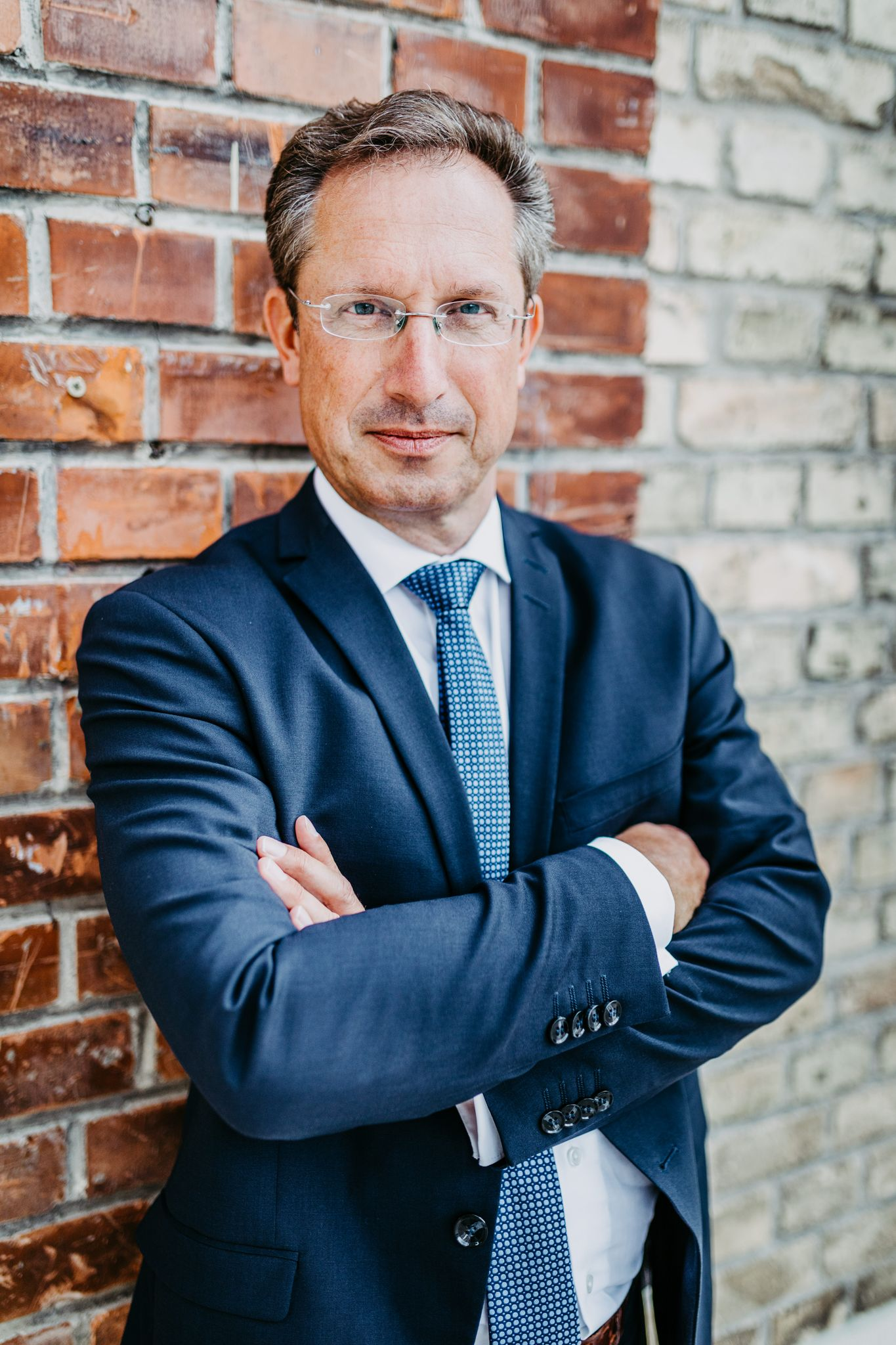
Stephan Thomae (2020)

Stephan Thomae (* 19. Juni 1968 in Kempten) ist ein deutscher Politiker (FDP) und Rechtsanwalt. Er war von 2009 bis 2013 und von 2017 bis 2025 Mitglied des Deutschen Bundestages.

## Privates
Nach dem Abitur am sprachlichen und humanistischen Carl-von-Linde-Gymnasium Kempten leistete Thomae seinen Grundwehrdienst ab. Danach absolvierte er ein Studium der Alten Geschichte und der Rechtswissenschaften, welches er 1993 als Magister artium und 1995 mit der ersten juristischen Staatsprüfung beendete. Seit Thomae 1998 sein zweites juristisches Staatsexamen abschloss, ist er in seiner Allgäuer Heimat als Rechtsanwalt tätig.
Thomae ist katholisch, verheiratet und Vater von drei Kindern. Er ist ein Neffe des früheren FDP-Bundestagsabgeordneten Dieter Thomae.

## Politisches
Thomae trat 1999 in die FDP ein. Seit 2004 ist er Mitglied des Landesvorstandes der FDP Bayern.
2009 zog Thomae bei der Bundestagswahl über die FDP-Landesliste Bayern in den Deutschen Bundestag ein.
Er war stellvertretender Vorsitzender des Unterausschusses Europarecht sowie ordentliches Mitglied des Petitionsausschusses, des Rechtsausschusses und des Wahlprüfungsausschusses, des Weiteren stellvertretendes Mitglied der Ausschüsse für Finanzen und Haushalt sowie der Enquête-Kommission Internet und digitale Gesellschaft.
Im Deutschen Bundestag war er Mitglied der Europa-Union Parlamentariergruppe Deutscher Bundestag.
Durch das Scheitern der FDP an der Fünf-Prozent-Hürde war er im 18. Bundestag nicht vertreten. Bei den Kommunalwahlen in Bayern 2014 kandidierte er erfolglos für das Bürgermeisteramt in Oberstdorf. Er zog jedoch über die FDP-Liste in den Kreistag des Landkreises Oberallgäu ein, dem er bis 2020 angehörte.
Bei der Bundestagswahl 2017 kandidierte Thomae im Bundestagswahlkreis Oberallgäu und zog auf der bayerischen FDP-Landesliste in den 19. Bundestag ein. Er war dort stellvertretender FDP-Fraktionsvorsitzender sowie ordentliches Mitglied im Parlamentarischen Kontrollgremium und im Gremium nach Artikel 13 Absatz 6 Grundgesetz sowie stellvertretendes Mitglied im Rechts-, Petitions-, Richterwahl-, Innen-, Wahlprüfungs-, Sport-, und Gemeinsamen Ausschuss.
Bei der Bundestagswahl 2021 kam Thomae über die Landesliste erneut in den Bundestag. Am 7. Dezember 2021 wurde er zu einem von vier Parlamentarischen Geschäftsführern der FDP-Bundestagsfraktion gewählt.
Bei der Bundestagswahl 2025 scheiterte die FDP an der Fünf-Prozent-Hürde, daher schied Thomae aus dem Parlament aus.